# Linda Lorenzi
Linda Lorenzi, pseudonimo di Anna Chetta (Squinzano, 19 agosto 1960), è una showgirl, illusionista ed ex modella italiana.
Particolarmente attiva negli anni ottanta, è prevalentemente ricordata come collaboratrice di Corrado ne Il pranzo è servito e di Umberto Smaila in Colpo grosso e per aver condotto il Festivalbar 1992 insieme a Gerry Scotti.

## Biografia
Nata in provincia di Lecce, si è trasferita in giovane età ad Alessandria. Nel 1979 ha avviato la carriera di modella, per poi diventare assistente di Tony Binarelli e imparare da lui le arti dell'illusionismo.
Ha posato completamente nuda su Playboy nel numero di agosto del 1981 ed è apparsa in topless sulla copertina e all'interno delle pagine della rivista Excelsior nel 1992. Nello stesso periodo ha preso parte allo show di Antennatre La bustarella, affiancando il conduttore Ettore Andenna.
Nel 1982 ha conosciuto Corrado, con il quale è apparsa in televisione con Gran Canal e Rally canoro, sempre come assistente di Binarelli, e poi come valletta ne Il pranzo è servito, ruolo che ha ricoperto per quattro anni, prima di cederlo a Cinzia Petrini. Nel 1985 ha affiancato il presentatore romano anche in Buona Domenica.
Terminata l'esperienza nel mezzogiorno di Canale 5, nel 1986 ha affiancato Marco Predolin ne Il gioco delle coppie e Cesare Cadeo in Fantasia, mentre nel 1987 è entrata a far parte del cast di Colpo grosso con Umberto Smaila, con il ruolo di valletta e co-conduttrice. Ha poi continuato la sua carriera in altre trasmissioni televisive come Sabato al circo (dove si esibiva come maga), Bellezze sulla neve, Calciomania e Festivalbar.

## Vita privata
Nel 1993 si è sposata con lo chef Marco Foroni, ritirandosi subito dopo dalle scene per dedicarsi alla famiglia. Si occupa di antiquariato, come da lei stessa affermato nel 2008 in un'intervista a Carlo Conti nel programma I migliori anni.

## Televisione
- La bustarella (Antenna 3)
- Il pranzo è servito (Canale 5, 1982-1986)
- Il gioco delle coppie (Italia 1, 1985-1986, Rete 4, 1986-1988)
- Azzurro (Italia 1, 1986)
- Fantasia (Canale 5, 1987-1988)
- Colpo grosso (Italia 7, 1987-1990)
- Sabato al circo (Canale 5, 1990)
- Calciomania (Italia 1, 1990-1992)
- Bellezze sulla neve (Canale 5, 1991)
- Festivalbar (Italia 1, 1992)